# عبدالسلام عزیزوف
عبدالسلام عزیزوف (انگلیسی: Abdusalom Azizov؛ زادهٔ ۲۰ ژانویهٔ ۱۹۶۰) یک رهبر نظامی ازبکستان است که از ۴ سپتامبر ۲۰۱۷ تا ۱۱ فوریه ۲۰۱۹ وزیر دفاع ازبکستان بود. او اکنون به عنوان رئیس سرویس امنیت دولتی خدمت می‌کند.